# Gemerské Teplice
Gemerské Teplice (in ungherese Jolsvatapolca, in tedesco Teplitz) è un comune della Slovacchia facente parte del distretto di Revúca, nella regione di Banská Bystrica.